# Chiesa della Madonna di Montauto
La chiesa della Madonna di Montauto è un edificio sacro che si trova in località Santo Stefano a Vicoduodecim a Rapolano Terme.

## Descrizione
Fu costruita nel 1676, per iniziativa di Ottaviano Martini intorno ad un piccolo tabernacolo affrescato con la Madonna col Bambino, immagine ritenuta miracolosa. Si racconta dell'apparizione della Madonna a una giovane pastorella che era solita ogni giorno ornare di fiori il tabernacolo mentre pascolava il gregge. In periodo di carestia, non potendo provvedere all'offerta floreale né al suo sostentamento, le apparve la Vergine invitandola ad andare a casa dove avrebbe trovato cibo in abbondanza per tutto l'anno per sé e per i suoi cari.